# アマンダ・フランシスコ
アマンダ・フランシスコ（女性、1988年8月16日 - ）は、ブラジルの女子バレーボール選手。ポジションはアウトサイドヒッター。バレーボールブラジル女子代表。

## 来歴
- クラブチーム

レシフェ出身。2004年にレクソーナ・アデスに入団。2004/05～2014/15シーズンにかけて11年間在籍し、ブラジルスーパーリーガで8度の優勝、3度の準優勝を果たした。2015/16シーズンから2年間はBrasília Vôleiでプレーした。2017/18シーズンはDentil/Praia Clubeでプレーし、スーパーリーガで優勝、ブラジルカップで準優勝した。2018/19シーズンはBarueri Volleyball Clubでプレーした。2019/20、2020/21シーズンはSesc-RJ/フラメンゴでプレーしスーパーリーガで5位、スーパーカップで準優勝した。2021/22シーズンはトルコリーグのPTT Sporへ移籍した。1年間のブランクを経て2023/24シーズンはポーランドプラスリーガのŁKSコマースコン・ウッチと契約した。
- 代表チーム

アンダーカテゴリーの代表として2005年に澳門で開催されたユース世界選手権と2007年にタイで開催された世界ジュニア選手権でともに金メダルを獲得した。2011年のユニバーシアード大会で金メダルを獲得した。シニア代表には2017年に初選出され、同年のモントルーバレーマスターズでデビューした。同年8月のワールドグランプリではピンチサーバーとしての出場で活躍し、2連覇を果たした。同年9月のグラチャンで銀メダルを獲得した。2019年、ネーションズリーグに出場し銀メダルを獲得した。同年9月のワールドカップに出場した。

## 球歴
- ワールドカップ - 2019年
- グラチャン - 2017年
- ワールドグランプリ - 2017年
- ネーションズリーグ - 2018年、2019年
- 南米選手権 - 2017年

## 所属クラブ
- レクソーナ・アデス（2004-2015年）
- Instituto Amigos do Vôlei（2015-2017年）
- プライア・クルーベ（2017-2018年）
- Barueri Volleyball Club（2018-2019年）
- Sesc-RJ/フラメンゴ（2019-2021年）
- PTT Spor（2021-2022年）
- ŁKSコマースコン・ウッチ（2023-）